# Cerocoma kunzei
Cerocoma kunzei is een keversoort uit de familie van oliekevers (Meloidae). De wetenschappelijke naam van de soort is voor het eerst geldig gepubliceerd in 1835 door Frivaldszky von Frivald.